# Capitole de l'État du Vermont
Le Capitole de l'État du Vermont (en anglais : Vermont State House) est le siège de l'Assemblée générale du Vermont. Il est situé dans la ville de Montpelier, capitale du Vermont, aux États-Unis.

## Historique et architecte

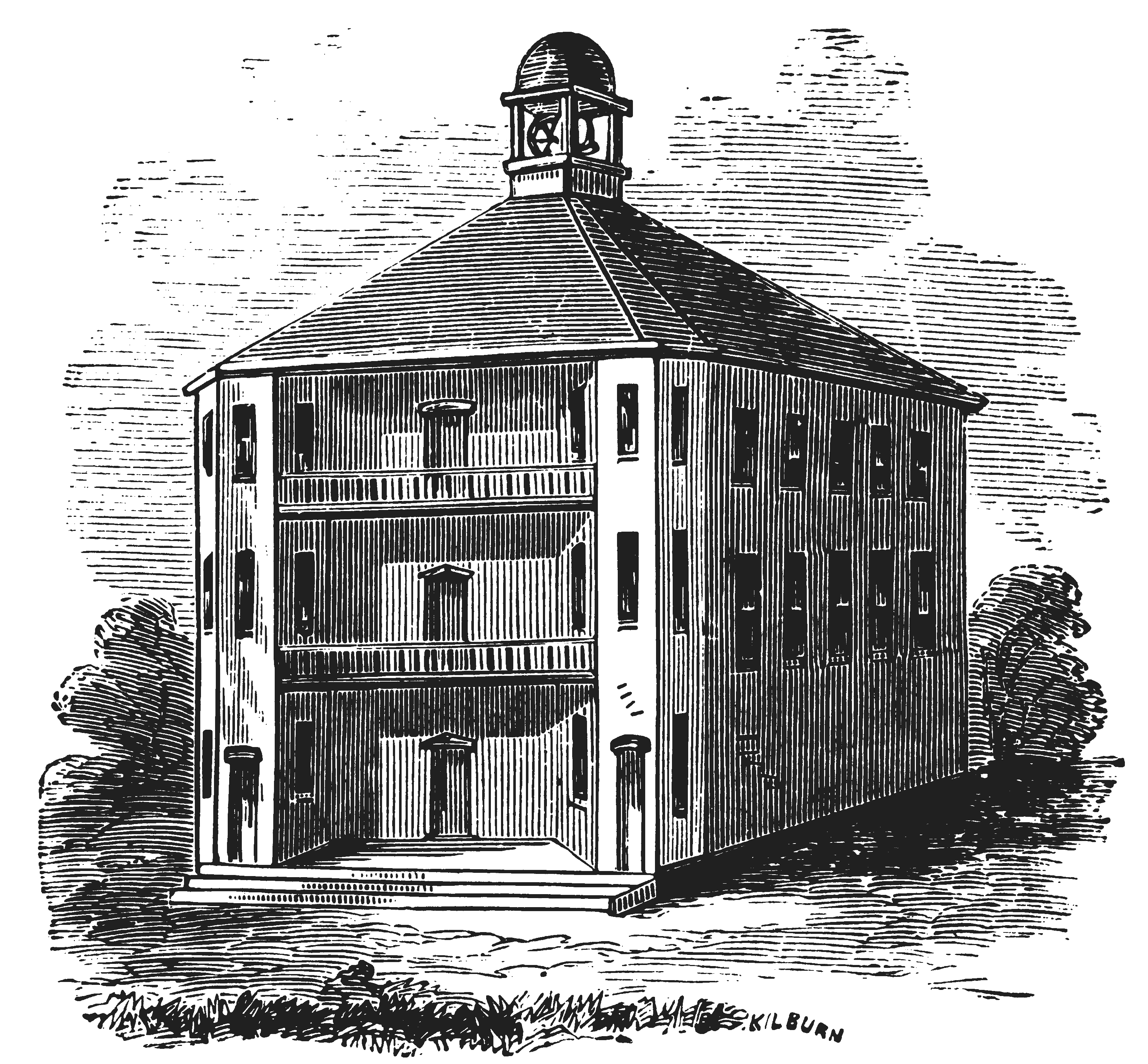
Le premier Capitole de l'État du Vermont (gravure sur bois, vers 1808).